# Cabanac-Séguenville
Cabanac-Séguenville är en kommun i departementet Haute-Garonne i regionen Occitanien i södra Frankrike. Kommunen ligger i kantonen Cadours som tillhör arrondissementet Toulouse. År 2022 hade Cabanac-Séguenville 187 invånare.

## Befolkningsutveckling
Antalet invånare i kommunen Cabanac-Séguenville
Referens:INSEE